# Мирное (Баштанский район)
Мирное (укр. Мирне; до 2024 года — Першотравневое) — село в Баштанском районе Николаевской области Украины.
Население по переписи 2001 года составляло 801 человек. Телефонный код — 5162.

## История
- В 1946 году указом ПВС УССР село Эрштмайск переименовано в Первомайское (укр. Першотравневое)[3].

## Происхождение названия
Село было названо в честь праздника весны и труда Первомая, отмечаемого в различных странах 1 мая; в СССР он назывался Международным днём солидарности трудящихся.
На территории Украиской ССР имелись 50 населённых населённых пунктов с названием Першотравневое и 27 — с названием Первомайское.

## Местный совет
57350, Николаевская обл., Баштанский р-н, с. Першотравневое, ул. Ленина, 30